# Tiger Mask IV
Yoshihiro Yamazaki (jap. 山崎 佳宏 Yoshihiro Yamazaki; ur. 20 października 1970 w Urayasu) – japoński wrestler znany z występów w New Japan Pro Wrestling.

## Osiągnięcia
- Michinoku Pro Wrestling
  - Apex of Triangle Six–Man Tag Team Championship (1 time) – z The Great Sasuke i Gran Hamada
  - British Commonwealth Jr. Heavyweight Championship (2 razy)
  - Fukumen World League (2000, 2007)[3]
  - Fukumen World Tag League (2000) - z Gran Hamada
- National Wrestling Alliance
  - NWA World Junior Heavyweight Championship (2 razy)[4][5]
- New Japan Pro Wrestling
  - IWGP Junior Heavyweight Championship (6 razy)[6][7]
  - IWGP Junior Heavyweight Tag Team Championship (1 raz) – z Jushin Thunder Liger[8]
  - Best of the Super Juniors (2004, 2005)
  - Jr. Heavyweight MVP Award (2005)[9]
- Pro Wrestling Illustrated
  - 21 miejsce w PWI 500 w 2005 roku[10]
- Pro Wrestling Noah
  - GHC Junior Heavyweight Tag Team Championship (2 razy) – z Koji Kanemoto (1)[11] i Jushin Thunder Liger (1)[12]
  - NTV G+ Cup Junior Heavyweight Tag League (2013) – Jushin Thunder Liger
- Universal Wrestling Association
  - UWA World Middleweight Championship (1 raz)